# ALONE (EP)
《ALONE》은 대한민국의 음악 그룹 씨스타의 첫 번째 미니 앨범이다. 앨범은 2012년 4월 12일에 발매되었다. 타이틀곡은 〈나혼자 (Alone)〉이다.

## 성적
씨스타는 이 앨범으로 국제적 히트를 기록했다. 발매 즉시 8대 음원사이트 1위 독점 후 빌보드 K-pop차트 4주 연속 1위를 기록했고, "나혼자"의 뮤직비디오는 2012년 상반기 유튜브 조회수 1위를 기록했다. 씨스타의 후렴구 안무인 "학다리춤"은 전 세계적인 신드롬을 일으켰고, 씨스타의 1위 독식은 1개월 뒤에야 소녀시대-태티서와 아이유의 컴백으로 끝났다.

## 트랙 리스트
| #            | 제목                                     | 작사          | 작곡                  | 편곡                     | 재생 시간 |
| ------------ | ---------------------------------------- | ------------- | --------------------- | ------------------------ | --------- |
| 1.           | 〈Come Closer〉                          | 별들의 전쟁   | 별들의 전쟁           | 별들의 전쟁, 용감한 형제 | 0:58      |
| 2.           | 〈나혼자〉 (Alone)                       | 용감한 형제   | 용감한 형제, 똘아이박 | 용감한 형제, 똘아이박    | 3:26      |
| 3.           | 〈No Mercy〉                             | Rovin         | Rovin                 | Rovin                    | 3:19      |
| 4.           | 〈Lead Me〉                              | 이단옆차기    | 이단옆차기            | Chancellor               | 3:41      |
| 5.           | 〈Girls On Top〉                         | Rovin, 조성확 | Rovin                 | Rovin                    | 3:36      |
| 6.           | 〈널 사랑하겠어〉 (I Choose to Love You) | 김창기        | 김창기                | 장원규, 조인호           | 3:31      |
| 7.           | 〈나혼자〉 (Alone) (Inst.)               |               | 용감한 형제, 똘아이박 | 용감한 형제, 똘아이박    | 3:25      |
| 총 재생 시간 | 총 재생 시간                             | 총 재생 시간  | 총 재생 시간          | 총 재생 시간             | 21:53     |